# Lewis E. Parsons
Lewis Eliphalet Parsons, född 28 april 1817, död 8 juni 1895, var en amerikansk demokratisk politiker.
Han studerade juridik i New York och i Pennsylvania. Han flyttade 1840 till Talladega, Alabama och arbetade där som advokat. Han var elektor i presidentvalen i USA 1856 och 1860.
Alabama befann sig i en period av drastisk förändring efter att Amerikas konfedererade staters armé hade kapitulerat i slutet av amerikanska inbördeskriget. USA:s president Andrew Johnson utnämnde Parsons till tillförordnad guvernör 21 juni 1865. Parsons sammankallade ett konstitutionskonvent som sammanträdde 12 september 1865. Konventet avskaffade formellt slaveriet i Alabama. Parsons efterträddes som guvernör 13 december 1865 av Robert M. Patton.
Parsons blev invald i USA:s senat men tilläts aldrig att tillträda som senator. Han arbetade därefter som distriktsåklagare för Norra Alabama.
Parsons grav finns på Oak Hill Cemetery i Talladega.